# Club Haydn
El Club Haydn fue una de las más importantes asociaciones musicales de Río Grande del Sur, Brasil, durante la primera mitad del siglo XX. Su sede fue la ciudad de Porto Alegre. Fue fundado el 31 de mayo de 1896 por Severiano Carneiro do Rego con el nombre de "Instituto Musical Porto-Alegrense". Su primer concierto fue el 2 de abril de 1897. Su último concierto fue el 5 de noviembre de 1956 en el Teatro São Pedro. Luego fue absorbido por la Sociedade de Ginástica Porto Alegre, convirtiéndose en un órgano de esa agremiación y perdiendo brillo y vigor artísticos. Sus actividades se cerraron definitivamente el 13 de noviembre de 1958 aunque ya en ese tiempo era un grupo inactivo. Parte de sus miembros integraron la Orquesta Sinfónica de Porto Alegre.